# 西嘉祥里
39°54′19″N 116°21′32″E / 39.9053953°N 116.3589409°E
西嘉祥里，是位于北京市西城区中部的一条胡同。现已拓宽改造。

## 简介
西嘉祥里为南北走向，南起宗帽四条（今已并入西铁匠胡同），北到复兴门内大街。全长165米，平均宽4米。明朝称“土地庙街”。清朝称“都土地庙”和“二郎庙”，因庙而得名。1911年之后改称“嘉祥里”。1965年，原来的“谙达宫”改成东嘉祥里，该胡同遂改称“西嘉祥里”。1990年代，西嘉祥里西侧兴建电教大楼，东侧兴建远洋大厦，西嘉祥里也被拓宽为道路，但未立路牌。
1955年秋，李四光家迁往复兴门内的嘉祥里。1956年底，迁居西山象鼻子沟。